# Chiesa dei Santi Pietro e Paolo (Verdello)
La chiesa dei Santi Pietro e Paolo è la parrocchiale di Verdello, in provincia e diocesi di Bergamo; fa parte del vicariato di Spirano-Verdello.

## Storia
La prima chiesa di Verdello, attestata a partire dal 1281, venne costruita sui resti di un antico castello.
Nel 1428 fu ampliato l'edificio e ricostruito il campanile. Il 30 dicembre 1598 la chiesa divenne un'importante pieve, alle dipendenze della quale fu istituita una forania. Il nuovo campanile venne realizzato nel XVII secolo e, tra il 1655 ed il 1674, venne edificata la parrocchiale, la cui consacrazione fu impartita il 24 ottobre 1693 dal vescovo di Crema Marcantonio Zollio. Nel 1787 la chiesa di Verdello passò assieme alla forania di cui era a capo dall'arcidiocesi di Milano alla diocesi di Bergamo. 
Tra il 1909 ed il 1911 furono costruiti su progetto di Elia Fornoni il transetto e la cupola. In seguito a questi lavori, nel 1912 la parrocchiale venne nuovamente consacrata. Nel 1971 il vicariato di Verdello fu soppresso ed inglobato nella zona pastorale XVII. La chiesa venne restaurata tra il 1972 ed il 1973 ed aggregata al neo-costituito vicariato di Spirano-Verdello nel 1979. Nel 1983 la torre campanaria subì un intervento di restauro e, nel 1995, la facciata della parrocchiale fu ritinteggiata.